# Richard Schweizer
Richard Schweizer (Zurigo, 23 dicembre 1899 – Zurigo, 30 marzo 1965) è stato uno sceneggiatore svizzero.
Vinse l'Oscar alla migliore sceneggiatura originale nel 1946 per il film Maria Luisa e l'Oscar al miglior soggetto nel 1949 per Odissea tragica. Per tale film vinse anche un Golden Globe per la migliore sceneggiatura ed ebbe una nomination all'Oscar alla migliore sceneggiatura non originale.